# صلاح حموري
صلاح حموري (ولد في تاريخ 25 أبريل 1985) لأم فرنسية وأب فلسطيني هو محام فلسطيني-فرنسي وباحث ميداني في مؤسسة الضمير لرعاية الأسير وحقوق الإنسان.  تم منع زوجته وهي فرنسية الجنسية منذ تاريخ يناير 2016 من دخول إسرائيل أو الضفة الغربية المحتلة لزيارته.
أعتقل حموري عام 2005 بتهمة التخطيط لإغتيال عوفاديا يوسف، مؤسس الحزب اليهودي المتطرف شاس، وهو أيضا الحاخام الأكبر السابق لليهود السفارديون في إسرائيل. بعد أكثر من 3 سنوات تحت قيد الإعتقال دون منحه أي محاكمة،  وبناءً على نصيحة محاميه، قام صلاح بالإعتراف بالذنب، رغم إحتجاجه على براءته، في صفقة تسوية قضائية من أجل تجنب عقوبة السجن لمدة 14 عامًا، وبالتالي حكمت عليه محكمة عسكرية بـمدة 7 سنوات في السجن.
أطلق سراح حموري في صفقة تبادل الأسرى مقابل عودة الأسير الإسرائيلي جلعاد شاليط في شهر ديسمبر عام 2011. وُضِع حموري مرارًا وتكرارًا بصورة إجبارية تحت نظام الإعتقال الإداري - والذي وصفته منظمة العفو الدولية بأنه إنتهاك جسيم لحقوق الإنسان" يعتبر صلاح حموري أسير الفكر والرأي الحر.

## سيرته
ولد صلاح في القدس وأصله من هناك أيضا، يعيش في الرام (القدس)، المحاطة بحدود بلدية القدس الإسرائيلية. ولد صلاح عام 1985 لعائلة مكونة من 5 أفراد.، أمه تدعى دنيس-أنيك حموري (اسم عائلتها قبل الزواج هو جيدو) وهي فرنسية من بورغ أون بريس وتعمل كمدرسة للغة الفرنسية في مدرسة كاثوليكية خاصة في القدس الغربية، والده، حسن حموري، هو فلسطيني يدير مطعما في القدس الشرقية. تخرج من مدرسة الإخوة لاسال الكاثوليكية الخاصة في القدس الشرقية، وبعد حصوله على شهادة البكالوريوس التحق بعلم الاجتماع في جامعة بيت لحم، ثم درس القانون وحصل على مؤهل كمحام.
يتحدث صلاح بطلاقة ثلاث لغات وهي العربية، العبرية والفرنسية، وله جنسية مزدوجة، فلسطينية وفرنسية، ويحتاز على مواطنة فرنسية وبطاقة إقامة إسرائيلية.

## حياته المهنية
في 29 مايو 2014، تزوج من إلسا ليفورت، موظفة في المعهد الفرنسي للشرق الأدنى، ومقيمة في القدس الشرقية وابنة السياسي الفرنسي جان كلود ليفورت، نائب الحزب الشيوعي الفرنسي لفترة طويلة وسكرتير جورج مارشيه.
في 5 يناير/كانون الثاني 2016، ألقي القبض على زوجته، التي كانت حاملاً في شهرها السادس آنذاك، واحتجزت لمدة يومين بعد وصولها إلى مطار بن جوريون ، ثم طُردت من إسرائيل، على الرغم من حصولها على تأشيرة قنصلية صالحة حتى أكتوبر/تشرين الأول من ذلك العام. كانت محاولاتها السابقة لتجديد تأشيرتها قد قوبلت برفض متكرر على أساس أن زوجها أصبح حرا ضمن صفقة تبادل أسرى، وهو ما جعله تلقائيا مدرجا على القائمة السوداء لدى كل فرع من فروع الحكومة الإسرائيلية.
مُنعت من العودة إلى إسرائيل أو الضفة الغربية تحت الإدارة العسكرية، لمدة عشر سنوات على أساس أنها تشكل تهديدًا لأمن إسرائيل. أثناء احتجازه، لم يُسمح له بالمراسلة مع زوجته. تعرضت زوجته ووالد زوجته، منذ وفاتهما، للمضايقات والتهديدات بعد أن نشر موقع على الإنترنت عناوينهما. ومن خلال رفض السماح لزوجته بإكمال حملها في القدس، حرمت السلطات الإسرائيلية طفلهما تلقائيًا من الحق في الحصول على تصريح إقامة في تلك المدينة، وهو القرار الذي قيل إنه  كما عكست أيضًا معركة من أجل السيطرة الديموغرافية.

## الاعتقالات المبكرة والاتهامات
في الأشهر الأولى من انتفاضة الأقصى، أصيب الحموري برصاصة حية في فخذه خلال مواجهة بين قوات الاحتلال والمتظاهرين في قرية الرام شمال القدس. ظلت الرصاصة عالقة هناك. تم اعتقاله أولاً ووضعه تحت الاعتقال الإداري عندما كان عمره 16 عامًا، في عام 2001. تم القبض عليه وهو يوزع منشورات احتجاجية ضد "الاستعمار" الإسرائيلي، وحُكم عليه بالسجن لمدة خمسة أشهر بتهمة "الدعاية المعادية لإسرائيل" أو/و لكونه عضوًا في اتحاد طلابي. وبعد إطلاق سراحه استأنف دراسته في المدرسة الثانوية، وتخرج في يونيو 2003.
في سن التاسعة عشر، ألقي القبض عليه مرة أخرى من قبل جهاز الأمن العام الإسرائيلي (الشاباك) في عام 2004، ومنذ فبراير من ذلك العام قضى خمسة أشهر أخرى في السجن، دون محاكمة، للاشتباه في كونه عضوًا في الجبهة الشعبية لتحرير فلسطين (PFLP) التابعة لجورج حبش، وهي جماعة ماركسية فلسطينية تعتبر دوليًا منظمة إرهابية. قد أنكر الحموري عضويته في تلك المنظمة، على الرغم من أنه يدافع عن الحركة باعتبارها عضواً متكاملاً في منظمة التحرير الفلسطينية ويتعاطف مع أهدافها.

### تورط مزعوم في مؤامرة ضد عوفاديا يوسف
في سبتمبر/أيلول 2005، اعترف موسى درويش (22) من حي العيساوية في القدس الشرقية، والذي انضم إلى الجبهة الشعبية لتحرير فلسطين في عام 2000، بأنه خطط لاغتيال عوفاديا يوسف، رئيس حزب شاس الأرثوذكسي المتشدد. وبعد إبرام اتفاقية إقرار الذنب، حُكم على درويش بالسجن لمدة 12 عامًا في منتصف ديسمبر/كانون الأول من ذلك العام. وكان درويش يعمل لدى أحد محلات البقالة القريبة من منزل عوفاديا، وكان يوصل البضائع إلى مقر إقامته في هار نوف، وهو ما أتاح له الفرصة لتفقد العقار والتعرف على ترتيباته الأمنية. ووضع خطة واقترح على أحد أعضاء الجبهة الشعبية لتحرير فلسطين قتل عوفاديا بإطلاق النار عليه أثناء مروره على دراجة نارية . كان من المعتقد أن الشريكين زارا مستوطنة جفعات شاؤول في ديسمبر/كانون الأول 2004 للتحضير لمحاولتهما، ولكن الخطة أحبطت في الشهر التالي عندما تم منع شحنة ذخيرة مقررة من طرف ثالث عند حاجز شعفاط بسبب وجود جنود جيش الاحتلال الإسرائيلي، الأمر الذي جعل عملية النقل المقترحة محفوفة بالمخاطر للغاية. وفي حكمها، ذكرت المحكمة أن مؤامرة درويش، إذا ما تم تنفيذها، كانت ستؤدي إلى تعريض أمن إسرائيل للخطر من خلال التحريض على هجمات انتقامية ضد العرب في القدس.

## إعتقاله مرة أخرى

### 2022
في شهر ديسمبر عام 2022، تم ترحيل وتهجير صلاح حموري غصبا عن إرادته من بلاده إلى دولة فرنسا على يد إسرائيل، وإدعت وزارة الداخلية الإسرائيلية أن التهجير ضروري بدعوى مخاوف أمنية. أدانت الحكومة الفرنسية هذه الخطوة، وعلقت أن هذه الخطوة تنتهك حق صلاح في العيش في بلاده ومسقط رأسه القدس. وذكر منتقدو هذه الخطوة أن إسرائيل ترتكب جريمة حرب بفعلتها هذه وأن فرض الترحيل والتهجير غصبا على حموري يعتبر تطهيرًا عرقيًا.
أدانت منظمة العفو الدولية ترحيل وتهجير حموري غصبا عنه من بلاده على يد إسرائيل.

### اقتباسات
1. ↑  Lefort 2009.
2. 1 2  AI: Feb 2018.
3. 1 2  Bastier 2017.
4. ↑  Misslin 2011.
5. ↑  Reuters 2011.
6. 1 2  Pilorget-Rezzouk 2018.
7. ↑  Dendoune 2015.
8. ↑  Hass 2020.
9. 1 2  Harel 2005.
10. ↑  Addameer 2020.
11. 1 2  La Voix de l'Ain 2017.
12. ↑  Ayad 2008.
13. ↑  "France protests Israel's deportation of terrorist who planned to kill chief rabbi". The Jerusalem Post | JPost.com (بالإنجليزية). 8 Sep 2020. Archived from the original on 2024-09-20. Retrieved 2025-05-24.
14. ↑  Rose, Emily (18 Dec 2022). "Israel deports Palestinian lawyer Salah Hamouri to France over security". Reuters (بالإنجليزية). Archived from the original on 2024-08-11. Retrieved 2025-05-24.
15. ↑  "Le combat d'une Française pour retrouver son mari et accoucher à Jérusalem". L'Express (بالفرنسية). 2 Feb 2016. Archived from the original on 2025-01-26. Retrieved 2025-05-24.
16. ↑  "Franco-Palestinian lawyer latest target of Israel's Jerusalem residency revocation policy". Middle East Eye (بالإنجليزية). Archived from the original on 2025-03-22. Retrieved 2025-05-24.
17. ↑  AFP. "Israel frees French-Palestinian after 13 months without trial". www.timesofisrael.com (بالإنجليزية الأمريكية). Archived from the original on 2024-12-13. Retrieved 2025-05-24.
18. ↑  "Libéré, Salah Hamouri a toujours clamé son innocence". Le Figaro (بالفرنسية). 18 Dec 2011. Archived from the original on 2025-02-09. Retrieved 2025-05-24.
19. ↑  "Foreign Terrorist Organizations". U.S. Department of State. مؤرشف من الأصل في 2025-04-27. اطلع عليه بتاريخ 2025-05-24.
20. ↑  "Israeli legal group threatens to sue Australian charity for funding terror group". www.timesofisrael.com (بالإنجليزية الأمريكية). Archived from the original on 2025-02-10. Retrieved 2025-05-24.
21. ↑  "MOFA: Implementation of the Measures including the Freezing of Assets against Terrorists and the Like". www.mofa.go.jp (بالإنجليزية). Archived from the original on 2025-05-15. Retrieved 2025-05-24.
22. ↑  "Palestinian plots to kill Ovadia Yosef". Ynetnews (بالإنجليزية). 21 Sep 2005. Archived from the original on 2025-01-17. Retrieved 2025-05-24.
23. ↑  "Arab who plotted to kill Ovadia Yosef sentenced". Ynetnews (بالإنجليزية). 15 Dec 2005. Archived from the original on 2025-02-08. Retrieved 2025-05-24.
24. ↑  Rose, Emily (18 Dec 2022). "Israel deports Palestinian lawyer Salah Hamouri to France over security, interior ministry says". Reuters (بالإنجليزية). Archived from the original on 2023-02-20. Retrieved 2022-12-18.
25. ↑  "Israel deports Palestinian activist to France despite Paris objections". Sky News (بالإنجليزية). Archived from the original on 2023-02-20. Retrieved 2022-12-18.
26. ↑  "Salah Hammouri: Israel deports Palestinian lawyer to France". BBC News (بالإنجليزية البريطانية). 18 Dec 2022. Archived from the original on 2023-02-20. Retrieved 2022-12-19.

## روابط خارجية
- موقع اللجنة الفرنسية لدعم صلاح الحموري باللغة الفرنسية